# Jeremy McWilliams
Pour les articles homonymes, voir McWilliams.

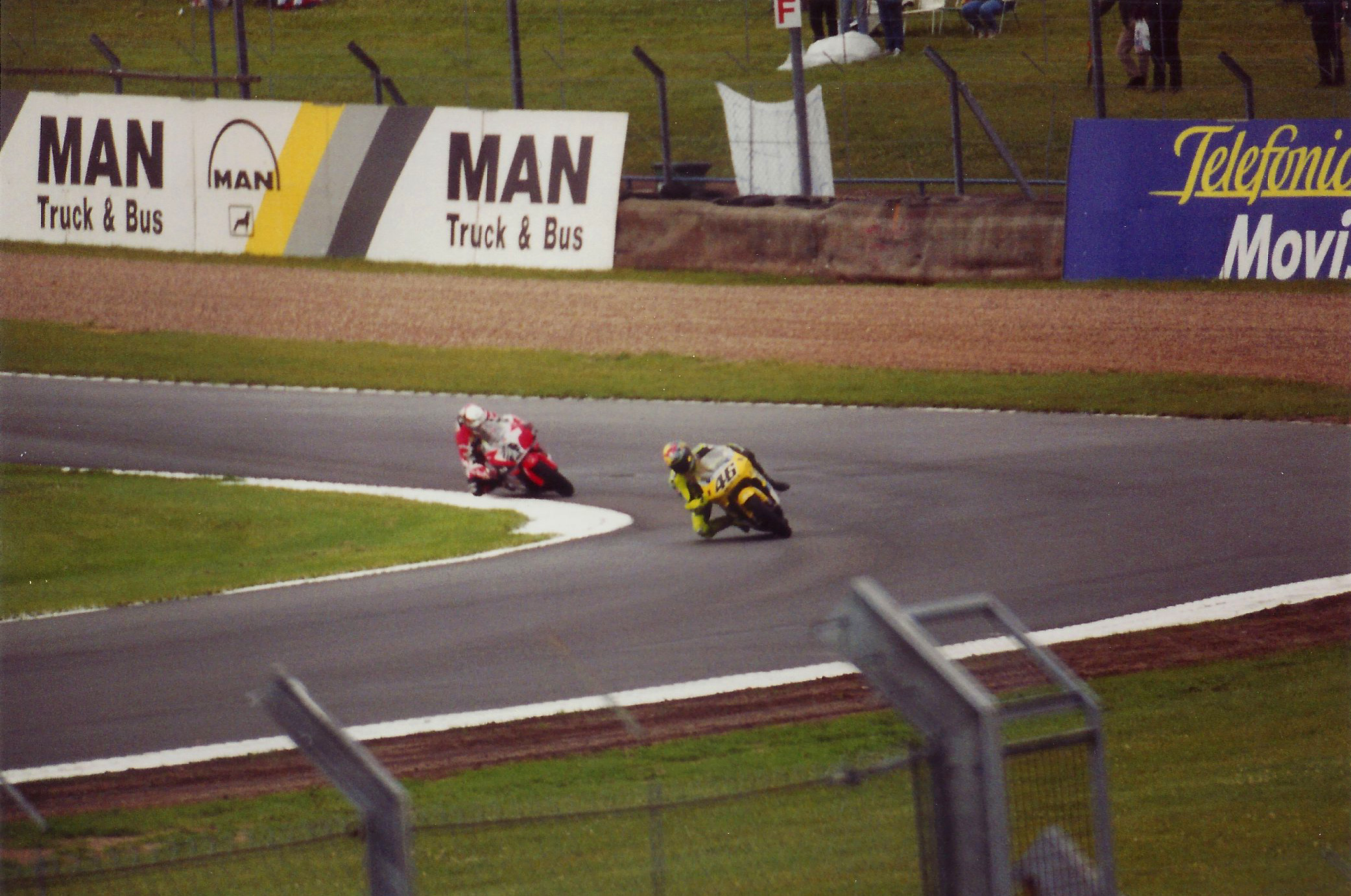
Blu Aprilia de Jeremy McWilliams au Grand Prix d'Angleterre de 2000. (en rouge)

Jeremy McWilliams, né le 4 avril 1964 à Carmoney (Irlande), est un pilote de vitesse moto britannique. Il a participé à 12 saisons en Championnat du monde, disputant au total 176 grands prix pour 1 victoire et 6 podiums.
Il a commencé sa carrière en 1993 au Grand Prix d'Australie au guidon d'une Yamaha dans la catégorie 500 cm3, à l'âge de 29 ans. 
En 2007, Jeremy McWilliams est engagé par le nouveau team Ilmor dans la catégorie MotoGP, mais l'équipe décide d'arrêter la compétition après le premier Grand Prix de la saison au Qatar, durant lequel McWilliams chuta sévèrement.
En 2013, il joue le rôle de l'extraterrestre à moto dans Under the Skin, film de science-fiction de Jonathan Glazer.

## Carrière en grand prix
| Année | Cat.    | Équipe               | Moto    | GP | Vict. | Podiums | Poles | Mtour | Pts | Position |
| ----- | ------- | -------------------- | ------- | -- | ----- | ------- | ----- | ----- | --- | -------- |
| 1993  | 500 cm3 |                      | Yamaha  | 13 | 0     | 0       | 0     | 0     | 17  | 22e      |
| 1994  | 500 cm³ |                      | Yamaha  | 14 | 0     | 0       | 0     | 0     | 49  | 12e      |
| 1995  | 500 cm³ |                      | Yamaha  | 12 | 0     | 0       | 0     | 0     | 20  | 19e      |
| 1996  | 500 cm³ |                      | Yamaha  | 15 | 0     | 0       | 0     | 0     | 26  | 16e      |
| 1997  | 250 cm³ |                      | Honda   | 14 | 0     | 0       | 0     | 0     | 73  | 10e      |
| 1998  | 250 cm³ | TSR - Honda          | Honda   | 15 | 0     | 1       | 1     | 0     | 87  | 9e       |
| 1999  | 250 cm³ | Team QUB-Aprilia     | Aprilia | 14 | 0     | 1       | 1     | 0     | 83  | 10e      |
| 2000  | 500 cm³ | Team Aprilia         | Aprilia | 16 | 0     | 2       | 0     | 0     | 76  | 14e      |
| 2001  | 250 cm³ | Team TVK Motorsports | Aprilia | 16 | 1     | 2       | 0     | 0     | 141 | 6e       |
| 2002  | MotoGP  | Team Proton KR       | Proton  | 16 | 0     | 0       | 1     | 0     | 59  | 14e      |
| 2003  | MotoGP  | Team Proton KR       | Proton  | 16 | 0     | 0       | 0     | 0     | 27  | 18e      |
| 2004  | MotoGP  | Team Aprilia Racing  | Aprilia | 15 | 0     | 0       | 0     | 0     | 26  | 19e      |